# Striker
Striker is de mascotte van het Wereldkampioenschap voetbal 1994, dat werd gehouden in de Verenigde Staten.
Striker is een hond en draagt een tenue dat bestaat uit de kleuren van de vlag van de Verenigde Staten. Op zijn borst staat de tekst USA 94 in rood-blauwe letters. Zijn volledige naam is Striker, the World Cup Pup. Zijn beeltenis werd ontworpen door Warner Bros. Volgens de organisatie was het Strikers' taak om het Amerikaanse publiek warm te maken voor het voetbal. Na het Wereldkampioenschap raakte hij al snel in vergetelheid.
1966: Willie ·
1970: Juanito ·
1974: Tip en Tap ·
1978: Gauchito ·
1982: Naranjito ·
1986: Pique ·
1990: Ciao ·
1994: Striker ·
1998: Footix ·
2002: Ato, Kaz en Nik ·
2006: Goleo VI ·
2010: Zakumi ·
2014: Fuleco ·
2018: Zabivaka ·
2022: La'eeb